# باشگاه فوتبال ویرا
باشگاه فوتبال ویرا (یونانی: Γ. Α. Σ. Βέροια) یک باشگاه فوتبال است که در سال ۱۹۶۰ در ورویا یونان تأسیس شده‌است و در حال حاضر در فوتبال لیگ یونان حضور دارد.
از بازیکنانی که در این تیم بازی کرده‌اند می‌توان به اولگ پراتاسوف، لوکاس وینترا، رائول براوو، نیکولائو دومیترو، اسماعیل گنسالوس، پانتلیس کافس، پنتلیس کاپتانوس، جمال عبدون و نیکولائو دومیترو اشاره کرد.